# Sinh lý học thực vật

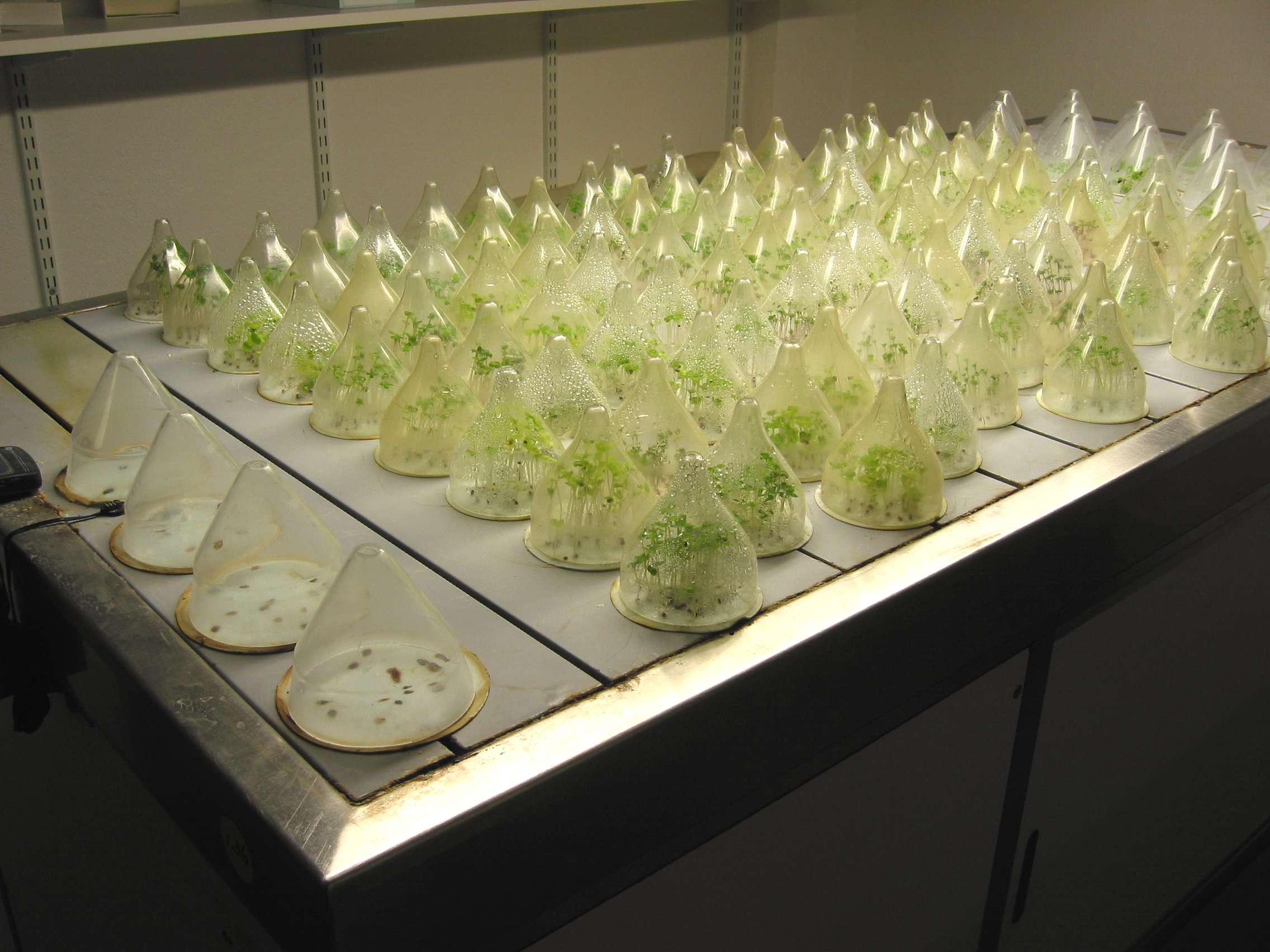
Một thí nghiệm về tỷ lệ nảy mầm

Sinh lý học thực vật là một phân ngành của thực vật học liên quan đến chức năng hoặc sinh lý của thực vật. Những chuyên ngành có liên quan mật thiết gồm có hình thái học thực vật (cấu trúc của thực vật), sinh thái học thái thực vật (tương tác với môi trường), hóa thực vật (hóa sinh của thực vật), sinh học tế bào, di truyền, lý sinh và sinh học phân tử.
Những quá trình cơ bản như quang hợp, hô hấp, dinh dưỡng thực vật, chức năng của hormone thực vật, hướng kích thích, vận động ứng động, chu kỳ sáng, phát sinh quang hình thái, nhịp điệu sinh học, sinh lý căng thẳng môi trường, nảy mầm ở hạt, chức năng ngủ, khí khổng và thoát hơi nước, tất cả những phần của mối quan hệ nước ở thực vật, đều các nhà sinh lý học thực vật lựa chọn để nghiên cứu.

## Mục tiêu
Những lĩnh vực mà sinh lý học thực vật nghiên cứu bao gồm mọi hoạt động bên trong của thực vật—những quá trình hóa học và vật lý gắn liền với sự sống khi chúng diễn ra ở thực vật. Điều này tức là nghiên cứu ở nhiều cấp độ quy mô và thời gian. Ở quy mô nhỏ nhất là các tương tác phân tử của quang hợp và khuếch tán bên trong nước, khoáng chất và chất dinh dưỡng. Ở quy mô lớn nhất là những quá trình phát triển, thời vụ, trạng thái ngủ và kiểm soát sinh sản ở thực vật. Những phân ngành chính của sinh lý thực vật gồm có hóa thực vật (nghiên cứu về hóa sinh của thực vật) và bệnh học thực vật (nghiên cứu về bệnh ở thực vật). Phạm vi của sinh lý thực vật dưới dạng một phân ngành có thể được chia thành nhiều lĩnh vực nghiên cứu chính.

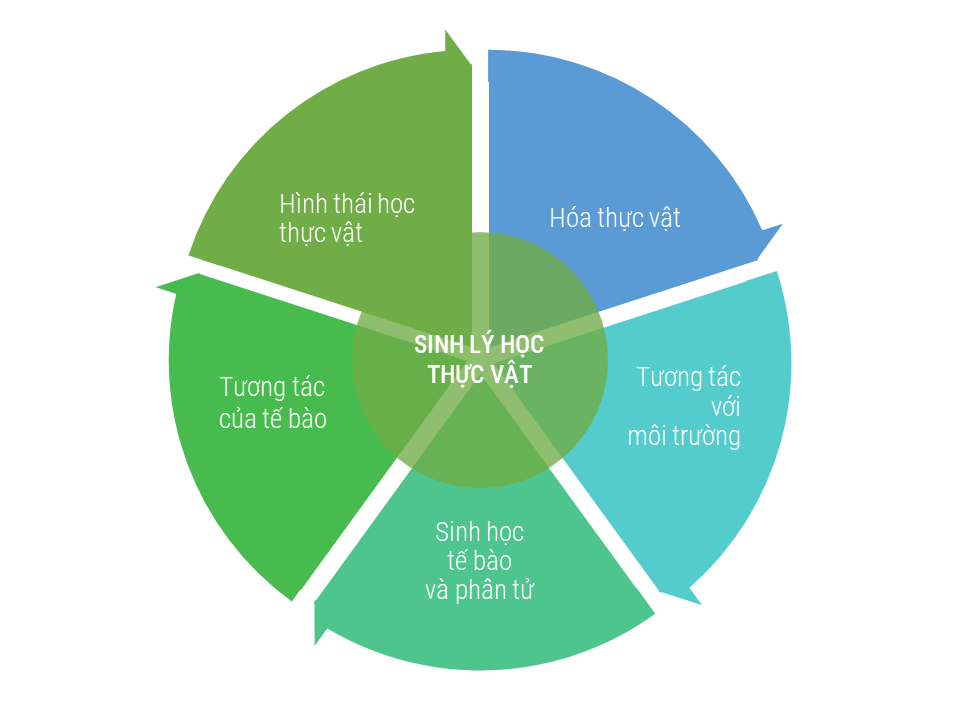
Năm lĩnh vực nghiên cứu chủ chốt trong sinh lý học thực vật.

Đầu tiên, nghiên cứu hóa thực vật được gộp vào môn sinh lý học thực vật. Để hoạt động và tồn tại, thực vật tạo ra một loạt các hợp chất hóa học không có ở các sinh vật khác. Quang hợp đòi hỏi một lượng lớn sắc tố, enzym và các hợp chất khác để hoạt động. Vì không thể di chuyển nên thực vật cũng phải tự vệ bằng hóa chất trước động vật ăn cỏ, mầm bệnh và cạnh tranh từ các thực vật khác. Chúng thực hiện bằng cách tạo độc tố và các hóa chất có mùi hôi. Các hợp chất khác bảo vệ cây chống lại bệnh tật, giúp cây sống sót trong hạn hán và chuẩn bị ngủ đông, trong khi các hợp chất khác được sử dụng để thu hút loài thụ phấn hoặc động vật ăn cỏ để phát tán hạt chín.
Thứ hai, sinh lý học thực vật gồm nghiên cứu các quá trình sinh học và hóa học của từng tế bào thực vật. Tế bào thực vật có một số đặc điểm giúp phân biệt chúng với tế bào động vật, từ đó dẫn đến những khác biệt lớn trong cách hoạt động và phản ứng trong đời sống thực vật khác với đời sống động vật. Ví dụ, tế bào thực vật có thành tế bào hạn chế hình dạng của tế bào thực vật và do đó hạn chế tính linh hoạt và khả năng di chuyển của thực vật. Tế bào thực vật cũng chứa chất diệp lục, một hợp chất hóa học tương tác với ánh sáng, qua đó cho phép thực vật tự sản sinh chất dinh dưỡng riêng thay vì tiêu thụ các sinh vật sống khác như động vật.
Thứ ba, sinh lý học thực vật liên quan đến những tương tác giữa các tế bào, mô và cơ quan bên trong thực vật. Các tế bào và mô khác nhau chuyên hóa về mặt vật lý và hóa học để thực hiện các chức năng khác nhau. Rễ và rễ giả có chức năng làm móc giữ chặt thực vật và thu khoáng chất trong đất. Lá lấy ánh sáng để sản xuất chất dinh dưỡng. Để cả hai cơ quan này tiếp tục sinh sống, các khoáng chất mà rễ thu được phải được vận chuyển đến lá, còn các chất dinh dưỡng được tạo ra trong lá phải được vận chuyển đến rễ. Thực vật phát triển theo một số cách để có được sự vận chuyển này, chẳng hạn như mô mạch, và chức năng của nhiều phương thức vận chuyển đang được các nhà sinh lý học thực vật nghiên cứu.

## Hóa sinh thực vật

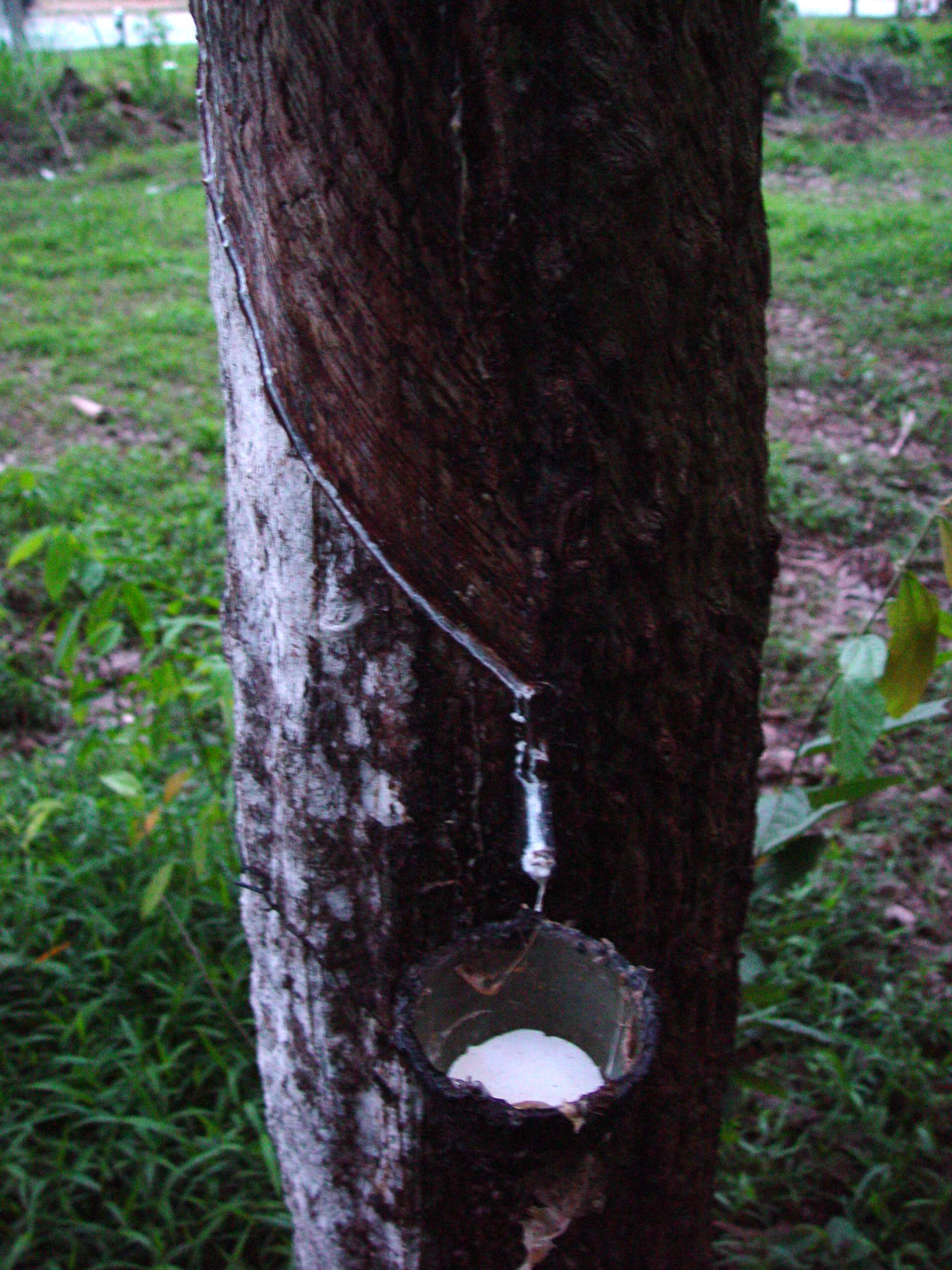
Mủ cao su thu thập được từ cây cao su đã khai thác.

Những nguyên tố hóa học cấu tạo nên thực vật – chủ yếu là carbon, oxy, hydro, nitơ, phosphor, lưu huỳnh... – giống như với mọi dạng sống khác: động vật, nấm, vi khuẩn và thậm chí cả virus. Chỉ có chi tiết về cấu trúc từng phân tử của chúng là khác nhau.
Bất chấp tương đồng cơ bản này, thực vật tạo ra vô số hợp chất hóa học với những đặc tính độc đáo mà chúng sử dụng để đối phó với môi trường. Những sắc tố được thực vật sử dụng để hấp thụ hoặc phát hiện ánh sáng, rồi được con người chiết xuất để sử dụng trong thuốc nhuộm. Những sản phẩm thực vật khác có thể được sử dụng để sản xuất cao su hoặc nhiên liệu sinh học có giá trị thương mại. Những hợp chất có thể xem là nổi tiếng nhất từ thực vật là những hợp chất có hoạt tính dược lý, chẳng hạn như acid salicylic (từ đó tạo ra aspirin) morphin và digoxin. Những công ty dược phẩm chi hàng tỷ đô la mỗi năm để nghiên cứu các hợp chất thực vật nhằm mang lại lợi ích tiềm năng cho ngành y.

### Nguyên tố cấu thành
Thực vật cần một lượng lớn chất dinh dưỡng, chẳng hạn như carbon và nitơ để tồn tại. Một vài chất dinh dưỡng được gọi là chất dinh dưỡng đa lượng, trong đó tiền tố macro- (đa) để chỉ số lượng cần có chứ không phải kích thước của các hạt dinh dưỡng. Những chất dinh dưỡng khác (được gọi là chất dinh dưỡng vi lượng) thì chỉ cần một lượng rất nhỏ để thực vật duy trì sức khỏe. Những chất dinh dưỡng vi lượng như vậy thường được hấp thụ dưới dạng các ion hòa tan trong nước lấy từ đất, mặc dù thực vật ăn thịt thu được một số chất dinh dưỡng vi lượng từ con mồi mà chúng bắt được.
Bảng dưới đây liệt kê các nguyên tố chất dinh dưỡng cần có ở cây trồng. Việc sử dụng trong thực vật được khái quát hóa.
| Nguyên tố | Dạng hấp thụ | Ghi chú                                                           |
| Nitơ      | NO3−, NH4+   | Acid nucleic, protein, hormone,...                                |
| Oxy       | O2, H2O      | Cellulose, tinh bột, các hợp chất hữu cơ khác                     |
| Carbon    | CO2          | Cellulose, tinh bột, các hợp chất hữu cơ khác                     |
| Hydro     | H2O          | Cellulose, tinh bột, các hợp chất hữu cơ khác                     |
| Kali      | K+           | Nguyên tố cùng tác động trong tổng hợp protein, cân bằng nước,... |
| Calci     | Ca2+         | Tổng hợp và ổn định màng                                          |
| Magnesi   | Mg2+         | Nguyên tố cần thiết cho diệp lục                                  |
| Phosphor  | H2PO4−       | Acid nucleic, phospholipid, ATP                                   |
| Lưu huỳnh | SO42−        | Thành phần protein                                                |

| Nguyên tố | Dạng hấp thụ | Ghi chú                                                     |
| Chlor     | Cl−          | Hệ quang hợp II và chức năng khí khổng                      |
| Sắt       | Fe2+, Fe3+   | Hình thành diệp lục và cố định nitơ                         |
| Bor       | HBO3         | Pectin liên kết ngang                                       |
| Mangan    | Mn2+         | Hoạt độ của một vài enzyme và hệ quang hợp II               |
| Kẽm       | Zn2+         | Tham gia tổng hợp enzym và diệp lục                         |
| Đồng      | Cu+          | Enzym để tổng hợp lignin                                    |
| Molybden  | MoO42−       | Cố định nitơ, khử nitrat                                    |
| Nickel    | Ni2+         | Yếu tố cùng tác động enzym trong trao đổi các hợp chất nitơ |

### Sắc tố
Nằm trong số những phân tử quan trọng nhất đối với chức năng của thực vật là các sắc tố. Sắc tố thực vật gồm nhiều loại phân tử khác nhau, có thể kể đến porphyrin, carotenoid và anthocyanin. Mọi sắc tố sinh học hấp thụ chọn lọc các bước sóng ánh sáng nhất định, đồng thời phản xạ các bước sóng khác. Ánh sáng được hấp thụ có thể được thực vật sử dụng để tạo ra những phản ứng hóa học, trong khi các bước sóng ánh sáng phản xạ sẽ xác định màu sắc mà sắc tố hiện trước mắt.

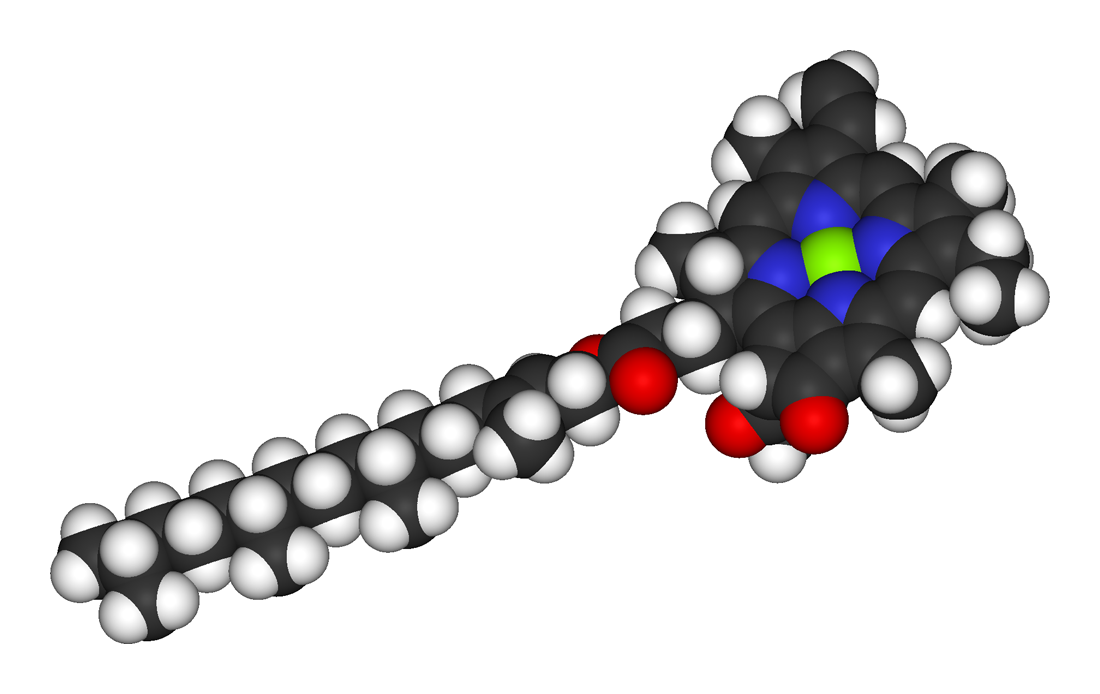
Mô hình lấp đầy không gian của phân tử diệp lục.

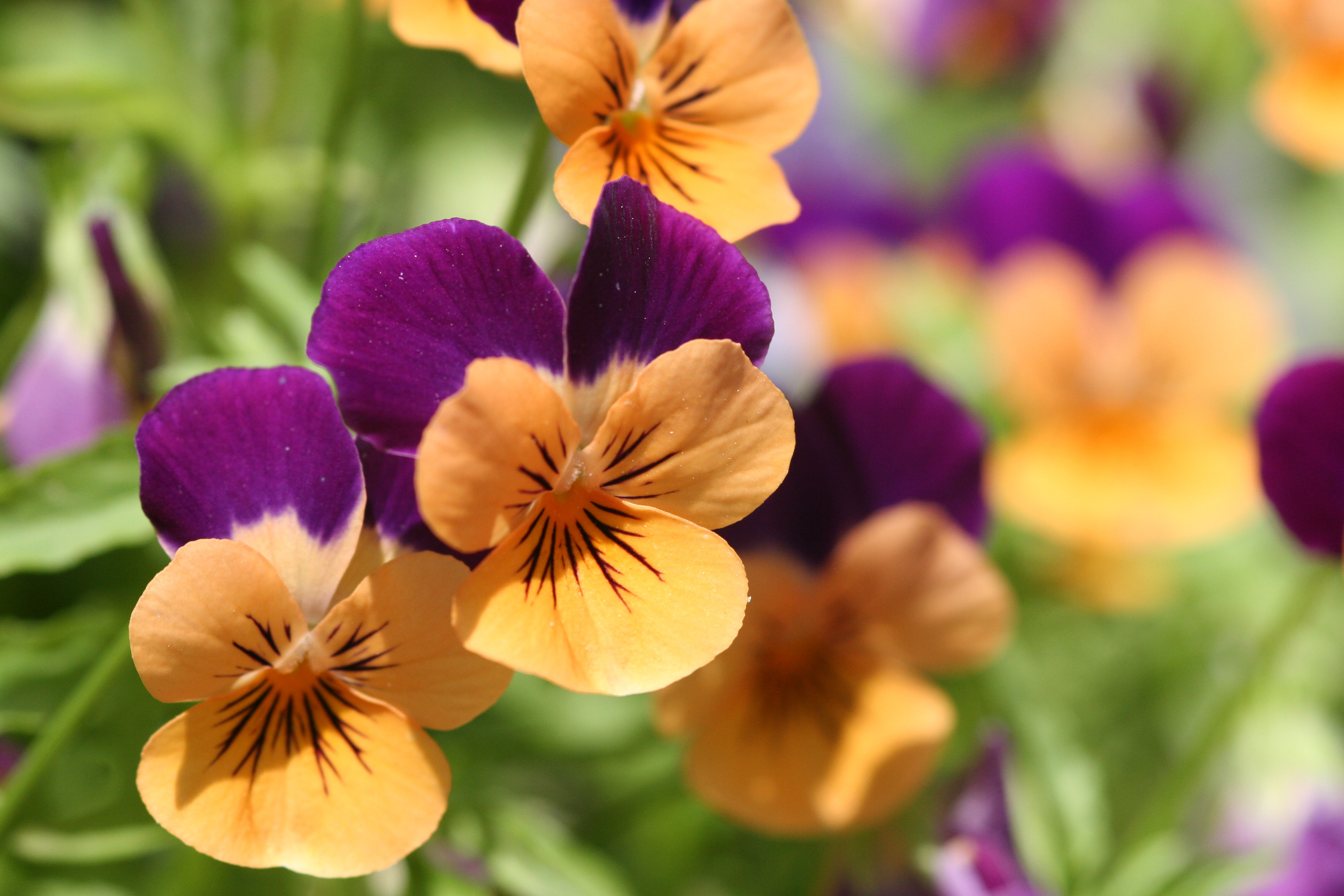
Anthocyanin đem lại cho những bông hoa păngxê này sắc tố màu tím đậm.

Diệp lục là sắc tố chính ở thực vật; nó là một porphyrin hấp thụ các bước sóng ánh sáng đỏ và xanh lam, đồng thời phản chiếu màu xanh lục. Chính sự hiện diện và lượng diệp lục tương đối dồi dào đã mang lại cho thực vật màu xanh lục. Mọi thực vật trên cạn và tảo lục đều có hai dạng sắc tố này: diệp lục a và diệp lục b .Tảo bẹ, tảo silic và các roi quang hợp quang hợp khác chứa diệp lục c thay vì b, còn tảo đỏ chứa diệp lục a. Mọi chất diệp lục đóng vai trò làm phương tiện chính mà thực vật sử dụng để chặn ánh sáng và cung cấp nhiên liệu cho quang hợp.
Carotenoid là các tetraterpenoid màu đỏ, cam hoặc vàng. Chúng hoạt động như các sắc tố phụ trong thực vật, giúp thúc đẩy quang hợp bằng cách thu thập các bước sóng ánh sáng mà diệp lục không hấp thụ được dễ dàng. Những carotenoid quen thuộc nhất là carotene (sắc tố màu cam có trong cà rốt), lutein (sắc tố màu vàng có trong trái cây và rau quả) và lycopene (sắc tố màu đỏ tạo màu của cà chua). Carotenoid đã được chứng minh là hoạt động như chất chống oxy hóa và thúc đẩy thị lực khỏe mạnh ở người.
Anthocyanin (nghĩa đen là "hoa xanh") là các sắc tố flavonoid tan trong nước có màu từ đỏ đến xanh tùy theo độ pH. Chúng có mặt ở mọi mô của thực vật bậc cao, cung cấp màu sắc cho lá, thân, rễ, hoa và quả, mặc dù không phải lúc nào cũng đủ số lượng để có thể nhận thấy. Anthocyanin có thể nhìn thấy rõ nhất trong cánh hoa, nơi chúng có thể chiếm tới 30% trọng lượng khô của mô. Chúng cũng chịu trách nhiệm tạo ra màu tím ở mặt dưới của các cây chịu bóng nhiệt đới như Tradescantia zebrina. Ở những cây này, anthocyanin lấy ánh sáng xuyên qua lá và phản xạ nó trở lại những vùng có chất diệp lục, nhằm tối đa hóa việc sử dụng ánh sáng có sẵn.
Betalain là các sắc tố màu đỏ hoặc màu vàng. Giống như anthocyanin, chúng hòa tan trong nước, nhưng không như anthocyanin, chúng là các hợp chất có nguồn gốc từ indol được tổng hợp từ tyrosin. Loại sắc tố này chỉ được tìm thấy ở bộ Cẩm chướng (kể cả chi xương rồng và chi dền ), và không bao giờ cùng xuất hiện ở thực vật có anthocyanin. Betalain chịu trách nhiệm tạo ra màu đỏ đậm của củ dền và được sử dụng làm chất tạo màu thực phẩm với mục đích thương mại. Các nhà sinh lý học thực vật chưa chắc chắn về chức năng của betalain ở thực vật sở hữu chúng, nhưng có một số bằng chứng sơ bộ cho thấy chúng có thể có đặc tính diệt nấm.

## Tín hiệu và chất điều hòa

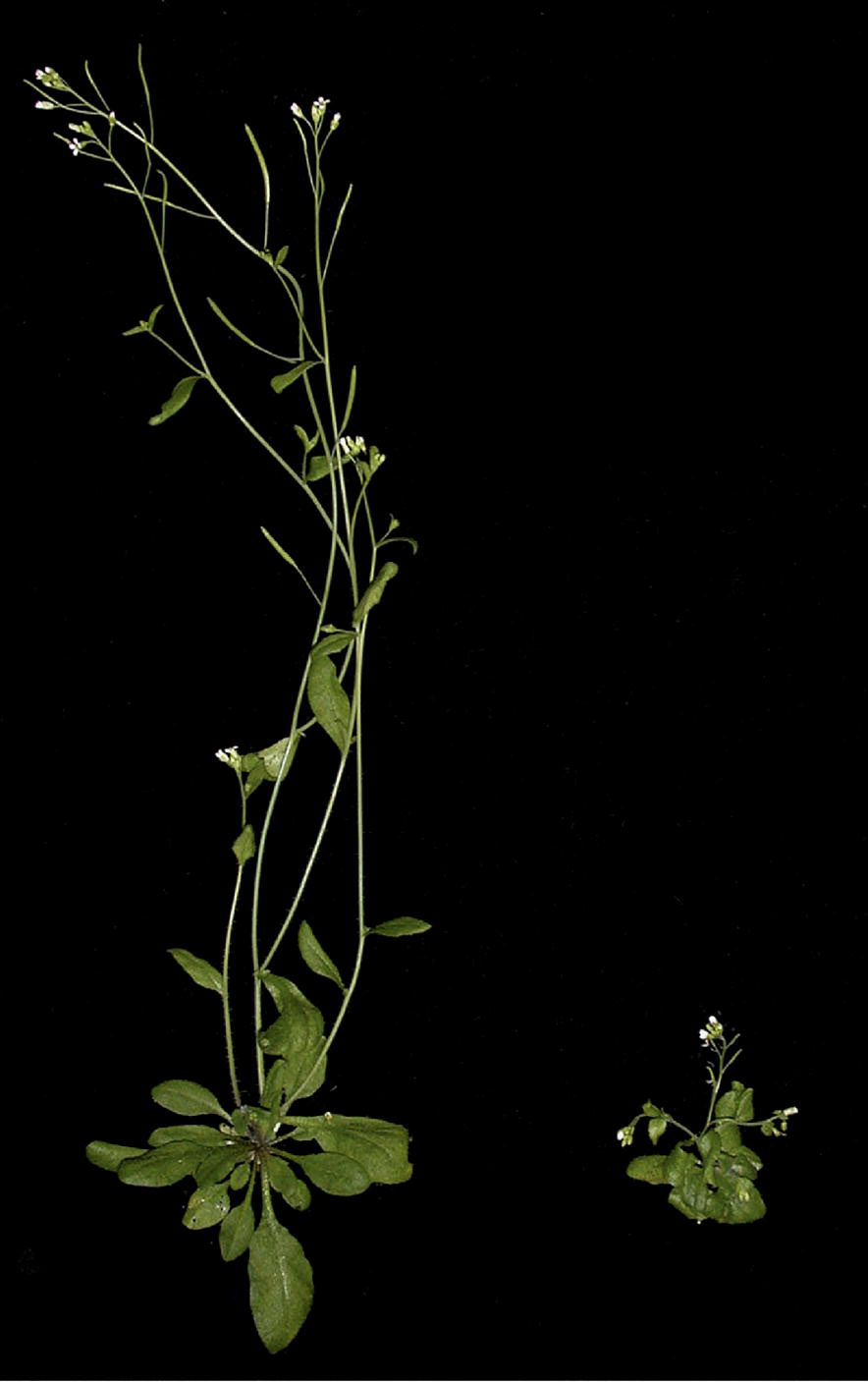
Một phép đột biến ngăn Arabidopsis thaliana phản ứng với auxin gây ra sự sinh trưởng bất thường (phải)

Thực vật cho ra các hormone và các chất điều hòa sinh trưởng khác có tác dụng làm tín hiệu báo phản ứng sinh lý ở mô của chúng. Chúng còn tạo ra các hợp chất như phytochrome nhạy cảm với ánh sáng và có tác dụng kích thích sinh trưởng hoặc phát triển nhằm phản ứng với các tín hiệu môi trường.

### Hormone thực vật
Hormone thực vật (còn gọi là chất điều hòa sinh trưởng thực vật (PGR) hoặc phytohormone) là những hóa chất điều hòa sinh trưởng của thực vật. Theo định nghĩa động vật tiêu chuẩn, hormone là các phân tử tín hiệu được tạo ra ở những vị trí cụ thể, xảy ra ở nồng độ rất thấp và gây ra các quá trình thay đổi trong tế bào đích ở những vị trí khác. Không như động vật, thực vật thiếu các mô hoặc cơ quan tạo hormone cụ thể. Hormone thực vật thường không được vận chuyển đến các bộ phận khác của cây và việc sản xuất không bị hạn chế ở những địa điểm cụ thể.
Hormone thực vật là những hóa chất có hàm lượng nhỏ, có tác dụng thúc đẩy và tác động đến sinh trưởng, phát triển và biệt hóa ở tế bào và mô. Hormone rất quan trọng đối với sự sinh trưởng của thực vật; chúng tác động đến các quá trình ở thực vật từ lúc ra hoa đến phát triển hạt, trạng thái ngủ và nảy mầm. Chúng điều hòa những mô nào sinh trưởng hướng lên và mô nào sinh trưởng hướng xuống, hình thành lá và phát triển thân cây, sự phát triển và độ chín của quả, cũng như rụng và thậm chí cả khi cây chết.

### Tạo hình quang học
Trong khi đa số mọi người biết rằng ánh sáng rất quan trọng để thực vật quang hợp, nhưng ít người nhận ra rằng độ nhạy cảm của thực vật với ánh sáng đóng vai trò kiểm soát phát triển cấu trúc thực vật (tạo hình). Việc sử dụng ánh sáng để kiểm soát phát triển cấu trúc được gọi là tạo hình quang học và phụ thuộc vào sự hiện diện của thụ quan sáng chuyên biệt, tức sắc tố hóa học có khả năng hấp thụ bước sóng ánh sáng cụ thể.
Thực vật sử dụng bốn loại thụ quan sáng: phytochrome, cryptochrome, quang sắc tố UV-B và protochlorophyllide a. Hai loại sắc tố đầu tiên (phytochrome và cryptochrome) là thụ quan sáng protein mang cấu trúc phân tử phức tạp được hình thành nhờ kết hợp protein với sắc tố nhạy cảm với ánh sáng. Cryptochrome còn được gọi là thụ quan sáng UV-A, vì nó hấp thụ ánh sáng tử ngoại ở vùng sóng dài "A". Thụ quan UV-B là một hoặc nhiều hợp chất chưa xác định rõ ràng, mặc dù một số bằng chứng cho thấy carotene hoặc riboflavin có thể là loại thụ quan này. Protochlorophyllide a (như tên gọi của nó) là tiền hóa chất của diệp lục.

### Chu kỳ sáng
Nhiều thực vật có hoa sử dụng sắc tố phytochrome để cảm nhận thay đổi độ dài ngày theo mùa, mà chúng xem là tín hiệu để trổ hoa. Tính nhạy cảm với độ dài ngày này được gọi là chu kỳ sáng. Nói rộng hơn, thực vật có hoa có thể được phân loại thành thực vật ngày dài, thực vật ngày ngắn hoặc thực vật ngày trung bình, tùy thuộc vào phản ứng cụ thể của chúng đối với thay đổi độ dài ngày. Cây ngày dài cần độ dài ánh sáng ban ngày tối thiểu nhất định để bắt đầu trổ hoa, vì vậy những cây này ra hoa vào mùa xuân hoặc mùa hè. Ngược lại, cây ngày ngắn trổ hoa khi độ dài ánh sáng ban ngày giảm xuống dưới mức độ dài ngày tới hạn nhất định. Cây ngày trung bình không bắt đầu ra hoa dựa trên chu kỳ sáng, mặc dù một số cây có thể sử dụng độ nhạy nhiệt độ (xuân hóa).

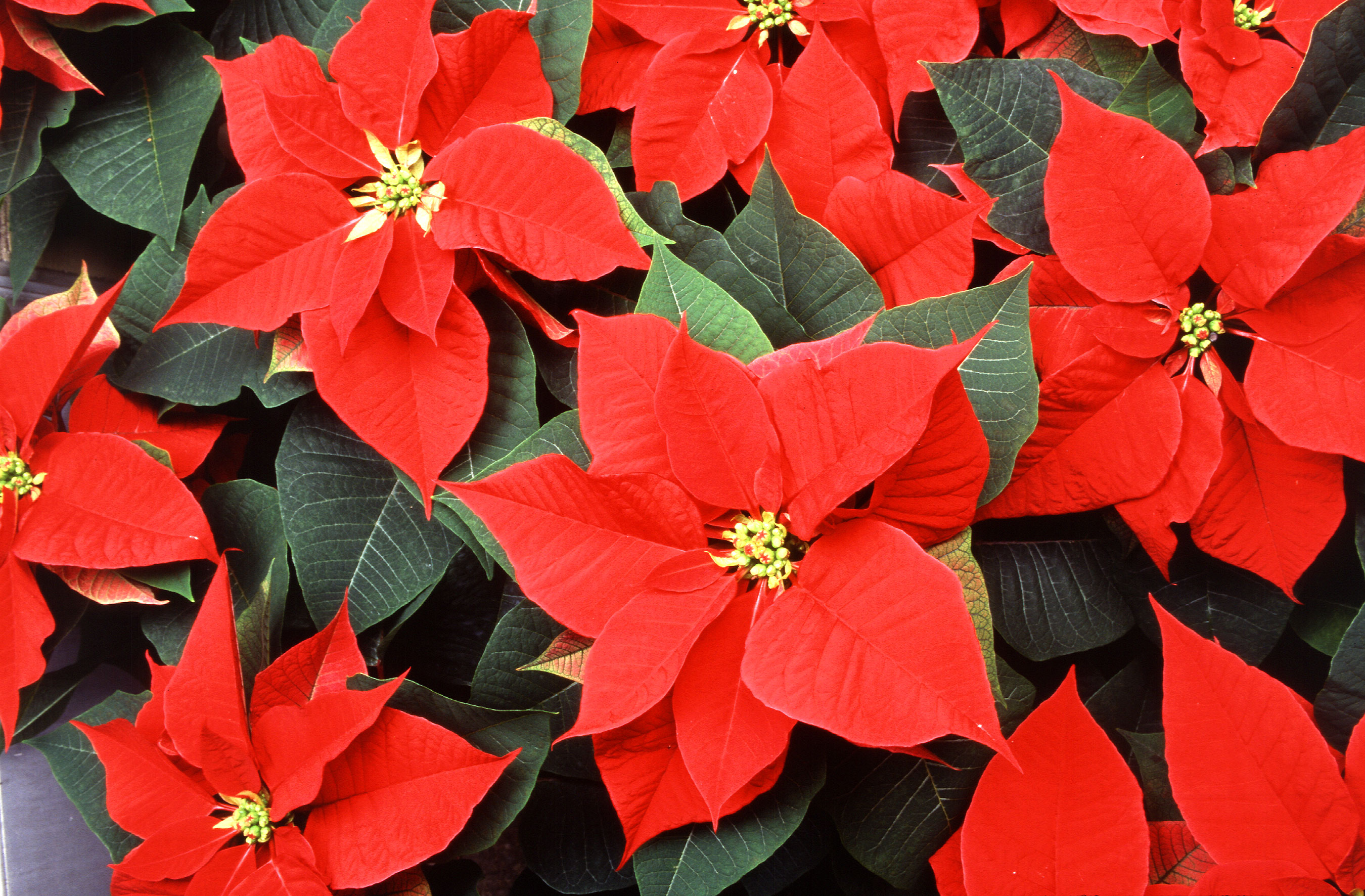
Trạng nguyên là loài cây ngày ngắn, cần hai tháng đêm dài mới trổ hoa.

Mặc dù cây ngày ngắn không thể ra hoa trong những ngày hè dài, nhưng đấy thực ra không phải khoảng thời gian tiếp xúc với ánh sáng làm hạn chế ra hoa. Đúng hơn, cây ngày ngắn cần thời gian dưới bóng tối không bị gián đoạn tối thiểu là 24 giờ (độ dài ngày ngắn) trước khi khâu phát triển trổ hoa có thể bắt đầu. Bằng thực nghiệm, giới khoa học xác định rằng cây ngày ngắn (đêm dài) sẽ không ra hoa nếu chiếu ánh sáng kích hoạt phytochrome lên cây vào ban đêm.

## Sinh lý học môi trường

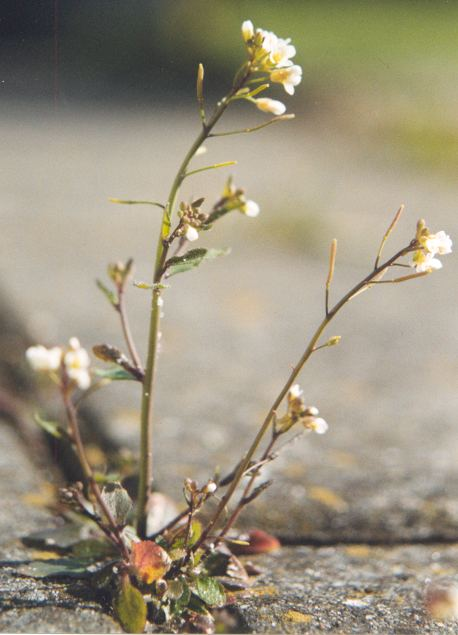
Tính hướng sáng ở cây Arabidopsis thaliana bị ánh sáng xanh lam và tia cực tím điều hòa.

Nghịch lý thay, một mặt phân ngành sinh lý học môi trường là môn nghiên cứu non trẻ về sinh thái thực vật, mặt khác lại là một trong những môn nghiên cứu lâu đời nhất. Sinh lý học môi trường là tên gọi cho phân ngành này mà một số nhà sinh lý học thực vật ưa dùng, nhưng nó còn có một số tên khác trong khoa học ứng dụng. Phân ngành gần như đồng nghĩa với sinh lý học sinh thái, sinh thái cây trồng, trồng trọt và nông học. Tên cụ thể được áp dụng cho phân ngành này là đặc trưng cho quan điểm và mục tiêu nghiên cứu. Dù được áp dụng tên nào thì nó cũng chỉ cách mà thực vật phản ứng với môi trường của chúng và do đó trùng lặp với môn sinh thái học.
Các nhà sinh lý học môi trường đánh giá phản ứng của thực vật với các yếu tố vật lý như bức xạ (kể cả ánh sáng và tia cực tím), nhiệt độ, lửa và gió. Đặc biệt quan trọng là quan hệ giữa nước (có thể đo được bằng bom áp suất) và áp lực của hạn hán hoặc lũ lụt, trao đổi khí với khí quyển, cũng như chu trình của chất dinh dưỡng như nitơ và carbon.
Trong khi thực vật (một dạng sinh vật sống) có thể tiếp nhận và truyền kích thích và tổn thương vật lý, chúng không cảm thấy đau như các thành viên của giới động vật đơn giản vì thiếu thụ quan đau, dây thần kinh hay một bộ não, và rộng hơn là thiếu ý thức.
Nhiều thực vật được cho là có thể tiếp nhận và phản ứng kích thích cơ học ở cấp độ tế bào, một vài thực vật như bẫy kẹp hay trinh nữ lại nổi bật nhờ "khả năng cảm nhận rõ ràng của chúng". Mặc dù vậy, toàn bộ giới thực vật không thấy đau, bất kể có thể phản ứng với ánh sáng mặt tròi, trọng lực, gió và bất kì kích thích bên ngoài nào như công trùng cắn, vì chúng thiếu hệ thần kinh. Nguyên do chính là không như các thành viên của giới động vật thành công hoặc thất bại do sự đau định hình, sự tiến hóa của thực vật đơn giản là do sự sống và cái chết định hình.

### Hướng kích thích và vận động ứng động
Thực vật có thể phản ứng với kích thích có hướng và vô hướng. Phản ứng với kích thích có hướng (chẳng hạn như trọng lực hoặc ánh sáng mặt trời) được gọi là hướng kích thích. Phản ứng với kích thích vô hướng, chẳng hạn như nhiệt độ hoặc độ ẩm, là một vận động ứng động.
Hướng kích thích ở thực vật là kết quả của sinh trưởng biệt hóa tế bào, tức hiện tượng các tế bào ở một bên của cây dài ra hơn các tế bào ở phía bên kia, khiến bộ phận uốn về hướng kia sinh trưởng kém hơn. Trong số các hướng kích thích phổ biến ở thực vật là hướng sáng, hiện tượng cây bị uốn về phía nguồn sáng. Tính hướng sáng giúp cây tiếp xúc tối đa với ánh sáng, ở những chỗ cần thêm ánh sáng để quang hợp hoặc giảm thiểu ánh sáng ở những chỗ chịu ánh sáng và nhiệt độ cao. Hướng đất giúp rễ cây xác định hướng đất và sinh trưởng hướng xuống. Hướng kích thích thường là kết quả của tương tác giữa môi trường và sản xuất một hoặc nhiều hormone thực vật.
Vận động ứng động là kết quả của sinh trưởng biệt hóa tế bào, hoặc do những thay đổi về áp suất trương ở mô thực vật có thể xảy ra nhanh chóng. Một ví dụ quen thuộc là tính chạm (phản ứng chạm) ở bẫy kẹp, một loại cây ăn thịt. Những bẫy gồm có các phiến lá đã bị biến đổi chứa các sợi lông kích hoạt nhạy cảm. Khi côn trùng hoặc động vật khác chạm vào những sợi lông này, chiếc lá sẽ gập lại. Cơ chế này cho phép cây bẫy và tiêu hóa côn trùng nhỏ để có thêm chất dinh dưỡng. Mặc dù bẫy nhanh chóng bị đóng lại do thay đổi áp suất bên trong tế bào, nhưng lá phải phát triển chậm để tái lập cơ hội thứ hai để bẫy côn trùng.

### Bệnh ở thực vật

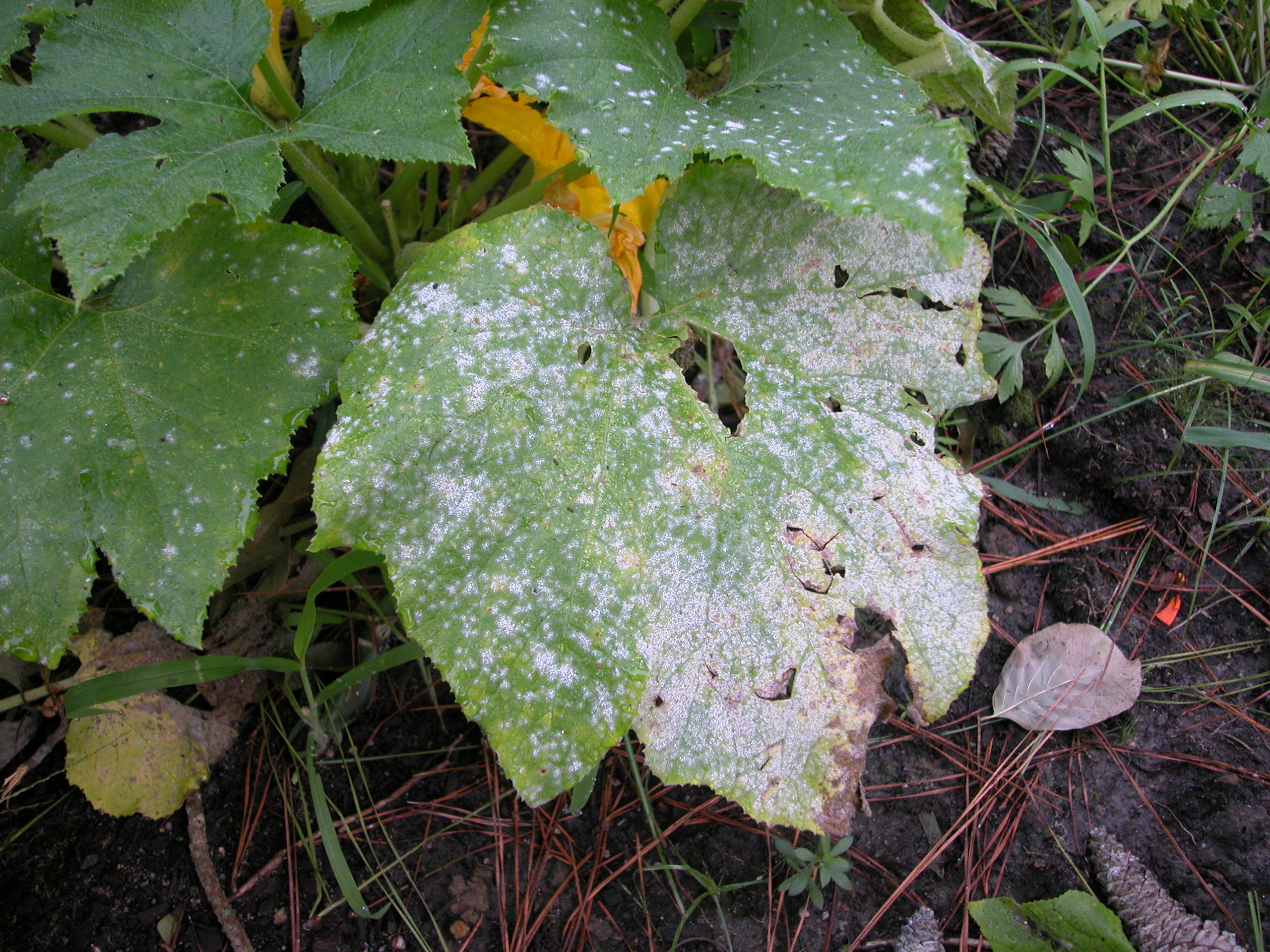
Bệnh mốc trắng trên lá cây trồng

Về mặt kinh tế, một trong những môn nghiên cứu sinh lý học môi trường quan trọng nhất là bệnh học thực vật, tức môn nghiên cứu về bệnh ở thực vật và cách mà thực vật chống bệnh. Thực vật dễ bị nhiễm các loại sinh vật gây bệnh như động vật, bao gồm virus, vi khuẩn và nấm, cũng như bị côn trùng và giun tròn xâm nhập về mặt vật lý.
Bởi vì đặc điểm sinh học của thực vật khác với động vật nên các triệu chứng và phản ứng của chúng cũng khá khác nhau. Trong một số trường hợp, thực vật có thể rụng lá hoặc hoa bị nhiễm bệnh để ngăn bệnh lây lan, quá trình này được gọi là rụng. Hầu hết động vật không lựa chọn cách này để khống chế bệnh tật. Bản thân sinh vật gây bệnh ở thực vật cũng khác với sinh vật gây bệnh ở động vật vì thực vật thường không thể nhiễm bệnh qua tiếp xúc vật lý thông thường. Mầm bệnh thực vật có xu hướng lây nhiễm qua bào tử hoặc bị vật trung gian truyền bệnh.
Một trong những tiến bộ quan trọng nhất trong khống chế bệnh dịch ở thực vật là phát hiện hỗn hợp Bordeaux vào thế kỷ 19. Hỗn hợp là thuốc diệt nấm đầu tiên được biết tới, kết hợp đồng sulfat và vôi. Hỗn hợp được ứng dụng vào việc ức chế sự lây lan của sương phấn tơ, căn bệnh là mối đe dọa thiệt hại nghiêm trọng cho ngành công nghiệp rượu vang của Pháp.

## Lịch sử

### Lịch sử sơ khai

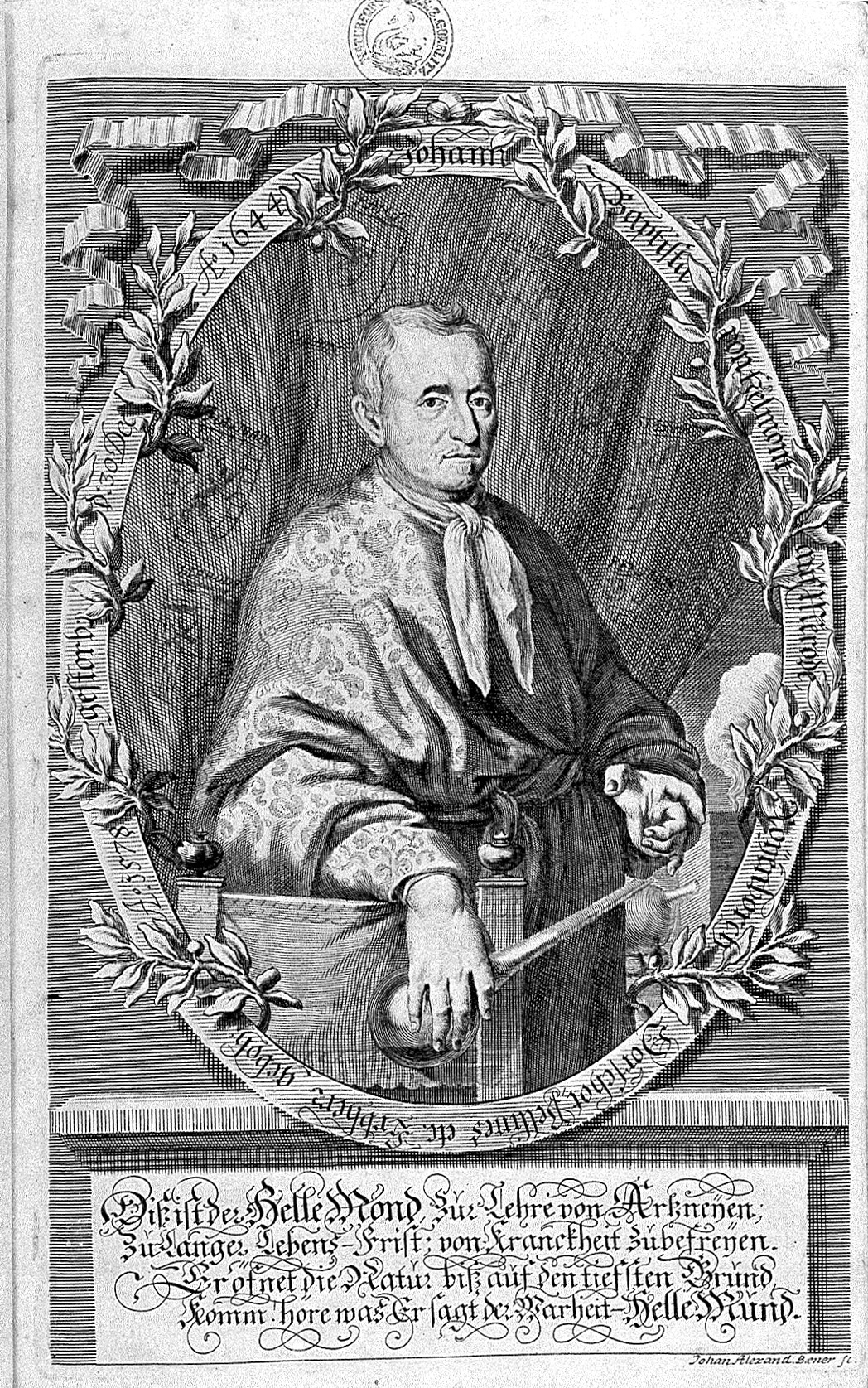
Chân dung nhà khoa học Jan Baptist van Helmont.

Francis Bacon công bố một trong những thí nghiệm sinh lý học thực vật đầu tiên, nằm trong cuốn sách Sylva Sylvarum vào năm 1627. Bacon đã trồng một số thực vật trên cạn (kể cả hoa hồng) trong nước và kết luận rằng chỉ cần dùng đất để giữ cho cây đứng thẳng. Jan Baptist van Helmont đã công bố thí nghiệm định lượng đầu tiên về sinh lý học thực vật vào năm 1648. Ông trồng một cây liễu trong một cái chậu chứa 200 pound đất khô trong 5 năm. Đất chỉ mất đi 2 ounce trọng lượng khô và van Helmont kết luận rằng thực vật lấy toàn bộ trọng lượng từ nước thay vì đất. Năm 1699, John Woodward công bố thí nghiệm về sự sinh trưởng của cây bạc hà ở các nguồn nước khác nhau. Ông phát hiện ra rằng cây trồng phát triển tốt hơn nhiều trong nước ủ trong đất thay vì trong nước cất.
Stephen Hales được xem là vị cha đẻ của sinh lý học thực vật với nhiều thí nghiệm trong cuốn sách có nhan đề Vegetable Staticks (1727); mặc dù Julius von Sachs là người thống nhất các mảng sinh lý học thực vật và tập hợp chúng thành một môn học. Tác phẩm Lehrbuch der Botanik của von Sachs được xem là kinh thánh về sinh lý học thực vật vào thời đó.

## Ứng dụng kinh tế

### Sản xuất thực phẩm
Trong trồng trọt, nông nghiệp cùng với khoa học thực phẩm, sinh lý học thực vật là một chủ đề quan trọng liên quan đến quả, rau và các bộ phận tiêu thụ khác của thực vật. Các chủ đề nghiên cứu bao gồm: yêu cầu khí hậu, rụng quả, dinh dưỡng, chín quả. Sản xuất cây lương thực cũng xoay quanh nghiên cứu sinh lý học thực vật, bao gồm các chủ đề như thời gian trồng và thu hoạch tối ưu cũng như bảo quản hậu thu hoạch để con người tiêu thụ và sản xuất các sản phẩm thứ cấp như thuốc và mỹ phẩm.